# Sciara neorufescens
Sciara neorufescens är en tvåvingeart som beskrevs av Miller 1950. Sciara neorufescens ingår i släktet Sciara och familjen sorgmyggor. Inga underarter finns listade i Catalogue of Life.